# Онотоа
Онотоа (англ. Onotoa) — атолл в южной части островов Гилберта в Тихом океане. Расположен в 53 км к юго-востоку от атолла Табитеуэа и в 65 км к юго-западу от атолла Тамана.

## География
Как и многие другие атоллы в архипелаге Гилберта, остров представляет собой группу маленьких островков, сконцентрированных в восточной части атолла. В центре Онотоа расположена лагуна. Западный берег острова представляет собой погружённый под воду риф.

## Население
По переписи 2010 года население атолла Онотоа составляет 1519 человек.
| Поселение  | Английское название | Население, чел. (2010) |
| ---------- | ------------------- | ---------------------- |
| Текава     | Tekawa              | 162                    |
| Танаэнаг   | Tanaenag            | 186                    |
| Буарики    | Buariki             | 299                    |
| Темао      | Temao               | 226                    |
| Отоваэ     | Otowae              | 210                    |
| Айаки      | Aiaki               | 202                    |
| Табуарораэ | Tabuarorae          | 234                    |
| Всего      | Total               | 1519                   |